# Athabascasøen
Athabascasøen (engelsk: Lake Athabasca, fransk: Lac Athabasca, fra skov-cree aðapaskāw)  er en sø i Canada. Den ligger i den nordvestlige dele af provinsen Saskatchewan og det nordøstlige hjørne af provinsen Alberta, mellem 58° og 60° N.

## Geografi
Søen har et areal på 7.850 km², og er 283 kilometer lang, med en største bredde på 50 km og en største dybde på 124 m. Den har et vandvolumen på 204 km³. Søen har udløb mod nord via Slave River til Store Slavesø og floden Mackenzie River som munder ud i Nordishavet. Fort Chipewyan, en af de ældste europæiske bosættelser i Alberta, ligger ved vestbredden af søen, hvor Riviere Des Rochers afvander den og løber mod Slave River.